# Ţālesh Maḩalleh
Ţālesh Maḩalleh (persiska: Ţālesh Maḩalleh-ye Fatūk, طالش محله فتوک, طالش محله) är en ort i Iran.   Den ligger i provinsen Mazandaran, i den norra delen av landet, 160 km nordväst om huvudstaden Teheran. Antalet invånare är 949.
Terrängen runt Ţālesh Maḩalleh är varierad. Runt Ţālesh Maḩalleh är det ganska tätbefolkat, med 116 invånare per kvadratkilometer. Närmaste större samhälle är Ramsar, 3,1 km sydost om Ţālesh Maḩalleh. I omgivningarna runt Ţālesh Maḩalleh växer i huvudsak blandskog.